# Raffaele Trentini
Raffaele Trentini (Costeggiola, 26 agosto 1945) è un ex calciatore italiano, di ruolo portiere.

## Carriera
Nasce calcisticamente nelle file del Soave, suo paese natale, dove debutta in Prima Categoria nella stagione 1962-63; dell'annata successiva è il trasferimento nel Verona, dove rimane per un paio di campionati. Quindi il trasferimento prima a Barletta e poi nel Frosinone dove nella stagione 1967-68 Trentini migliora il record nazionale d'imbattibilità restando senza subire reti per ben 1 204 minuti.
Successivamente passa al Foggia nel 1968 e, dopo una prima stagione da secondo portiere, diventa titolare, tra i protagonisti della promozione in Serie A nel campionato 1969-1970 con Tommaso Maestrelli alla guida. Esordisce nella massima serie il 27 settembre 1970 in Torino-Foggia (1-1), parando un calcio di rigore al granata Sergio Maddè. Rimane in Puglia fino al 1975, dove durante la stagione 1972-1973 coronata con un'altra promozione in Serie A, stabilisce il record d'imbattibilità fra tutti i portieri foggiani con 1 001 minuti. Complessivamente vanta 52 presenze e 63 reti subite in due campionati di Serie A giocati con il Foggia.
Successivamente veste le maglie di Brindisi, Taranto, Legnago e Abano in Serie D. Chiude la carriera calcistica nei dilettanti del Valtramigna, dapprima come attaccante e poi come allenatore nelle stagioni 1980-81 e 1981-82. Nell'annata 1985-1986 guida per un breve periodo la squadra del suo paese natio, il Soave, partecipante al campionato veneto di Promozione.

## Palmarès
- Campionato italiano Serie D: 1

Frosinone: 1965-1966 (girone D)